# Саръ кая
Саръ кая (Жълтият камък) е скален феномен при горното течение на р.Боровица в Западни Родопи при изоставените през 1950-те години къщи на с. Саръ кая.

## Описание и особености
Монументалният скален масив е с височина 60 m и е оприличаван на триъгълна пирамида, в основата на която се намира пещера. Обектът се намира в един от най-непристъпните и усамотени райони на Родопа планина.